# 杨桥畔汉代城址与墓地
杨桥畔汉代城址与墓地位于陕西省榆林市靖边县。2013年，列为第七批全国重点文物保护单位（分类为古墓葬）。杨桥畔汉代城址被认是黄帝陵所在的阳周故城，受到关注。

## 杨桥畔汉代城址
杨桥畔汉代城址经过考古调查后，推定为汉代上郡阳周县县城，故称阳周故城。今址即杨桥畔镇杨二村东北部，当地人称为“瓦渣梁”。2021年6月间，靖边县文化和旅游文物广电局邀请陕西省考古研究院、西北大学文化遗产学院对城址展开区域系统调查。
遗迹和建筑基址保存较好。城垣轮廓呈长方形，边长约1000米乘1200米。地表散布大量陶片和建筑材料，文化层堆积厚达1至3米。曾发现5万余枚新朝时期铸币。